# Patricio Manns
Iván Patricio Eugenio Manns de Folliot (Nacimiento, 3 agosto 1937 – Viña del Mar, 25 settembre 2021) è stato un cantautore, poeta, scrittore, compositore e giornalista cileno.
Tra i principali artefici della Nueva Canción Chilena e della Peña de los Parra, ha collaborato con numerosi artisti del movimento, quali soprattutto Horacio Salinas, contribuendo a numerose composizioni degli Inti-Illimani, prima, e degli Inti-Illimani Histórico, poi, con cui ha inoltre inciso alcuni album assieme.
Manns è inoltre uno dei più prolifici scrittori cileni. La sua opera letteraria abbraccia vari generi, dai romanzi storici ai saggi, alle pièce teatrali. Ha pubblicato più di 30 lavori, divenuti argomento di studio nelle università europee e sudamericane. Dal suo romanzo Actas de Marusia, nel 1975 è stato tratto il film omonimo.

## Biografia

### Primi anni
Patricio Manns nasce nella città rurale di Nacimiento, nel Sud del Cile, il 3 agosto 1937. È figlio di un'insegnante di scuola elementare, di ascendenza francese, e di un ingegnere agricolo di ascendenza tedesca. Entrambi i genitori suonano il piano, il padre è un amante della musica jazz, mentre la madre ha studiato pianoforte classico. La madre svolge un importante ruolo nel coltivare gli interessi letterari del figlio. Durante la sua gioventù, Patricio Manns intraprende numerose attività: dal minatore a Lota, al giornalista per il quotidiano La Patria a Concepción. All'inizio del 1963 si trasferisce a Santiago del Cile, dove prosegue il suo lavoro di giornalista.

### La prima carriera musicale
Intraprende la sua carriera musicale nel 1959, quando compone il brano Bandido, inciso nel 1962 dal gruppo folk Los Travadores del Norte in Argentina e da Los Cuatro Cuartos in Cile. Ottiene fama nazionale nel 1965, grazie al singolo Arriba en la cordillera, che in seguito viene incluso nell'album del 1966 Entre mar y cordillera, che ottiene un ottimo successo commerciale.
Nello stesso periodo è tra i fondatori del movimento della Nueva Canción Chilena, assieme a Rolando Alarcón e ai figli di Violeta Parra Isabel e Ángel, e anche della Peña de los Parra, inizialmente conosciuta con il nome di Peña Carmen 340, cui poco dopo si unisce anche Víctor Jara. Il movimento della Nueva Canción Chilena diviene il simbolo stesso di un rinascimento folkloristico che porta a una rivoluzione nella musica popolare del Paese, che procede parallelamente ai successi politici di Unidad Popular. Al momento del Colpo di Stato in Cile del 1973 la Nueva Canción Chilena raggiunge un consenso nazionale tale che gli artisti del movimento suonano in tutto il mondo quali ambasciatori culturali del Cile di Salvador Allende (si pensi ad esempio agli Inti-Illimani, che si trovano in Italia, e ai Quilapayún, in Francia, al momento del golpe).
Manns prende parte attiva nella produzione di una serie di spettacoli intitolati Chile rie y canta ("Il Cile ride e canta") organizzati in tutto il Paese da René Largo Farías. In questo periodo iniziale della sua carriera, Manns compone nel 1965 la cantata El sueño americano, che registra assieme al gruppo Voces Andinas e che amalgama gli elementi ritmici distintivi appartenenti alle varie regioni del subcontinente. In questa canzone, una delle prime cantata dell'America latina, viene raccontata la nascita storica del Sudamerica. La canzone XII della cantata América novia mia viene registrata da Patricio Manns assieme agli Inti-Illimani numerose volte. Nel 1968 Manns registra anche l'album ¡El Folclore No Ha Muerto, Mierda! assieme a Silvia Urbina, che rivisita brani del folk cileno che stavano scomparendo a causa dell'influenza delle mode musicali stranieri divenute popolari in Cile.
Nelle sue vesti di cantante, compositore, scrittore e giornalista, Manns partecipa attivamente alle campagne elettorali di Salvador Allende del 1964 e del 1970, la seconda delle quali porta Allende alla presidenza durante il governo di Unidad Popular. In questo periodo registra l'album eponimo Patricio Manns del 1971, che contiene la sua composizione più nota Valdivia en la niebla e la profetica No Cierres los Ojos. In questo disco, i cui arrangiamenti sono opera di Luis Advis, viene accompagnato dagli Inti-Illimani, dall'Orchestra Sinfonica del Cile e dall'Orchestra Filarmonica di Santiago del Cile.

### L'esilio
Il colpo di stato dell'11 settembre 1973, sorprende Patricio Manns in Cile ed è solamente grazie alla mediazione diplomatica internazionale che l'artista è in grado di lasciare illeso il suo paese. Nel tardo 1973, Mann si trasferisce a Cuba, dove dà inizio alla vita in esilio che sarebbe durata di alcune decadi. In questo periodo nell'isola caraibica, Manns compone e registra Cuando me acuerdo de mi país (qualche anno dopo inciso anche da Mercedes Sosa), accompagnato dall'Orchestra Sinfonica di Cuba,  e altre canzoni che andranno a comporre l'album Canción sin limites. Collabora anche con Humberto Solás alla sceneggiatura del film La cantata de Chile del 1976 e scrive le liriche del musical di Leo Brouwer tratto dal film.
In seguito Patricio Manns si trasferisce da Cuba in Francia, dove si stabilisce e forma il gruppo Karaxú nel 1974, con cui prosegue la sua collaborazione con gli artisti cubani. Dal suo esilio lancia la sua lotta contro la dittatura di Pinochet, divenendo portavoce della resistenza cilena. Questo si riflette nella maggior parte delle sue produzioni musicali quali: Chansons de la Résistance Chilienne (1974) e Canción sin limites (1977). Durante questa fase della sua vita, nel 1979 incontra Alejandra Lastra, che sarebbe in seguito diventata sua moglie e per cui compone la sua celebre Balada de los amantes del Camino de Tavernay (1981). Con lei si era infatti trasferito nel Chemin de Tavernay a Ginevra, durante il 1979.
Durante i 27 anni di esilio Manns intraprende una proficua collaborazione con Horacio Salinas, dando vita a numerose composizioni, che appariranno nei lavori degli Inti-Illimani, come ad esempio i brani Retrato e Vuelvo, ambedue del 1979. Da lavoro assieme a Salinas e agli Inti-Illimani provengono numerosi canzoni, divenute emblemi della musica latino americana come: El equipaje del Destierro, Palimpsesto (1981), Cantiga de la memoria rota, Samba landó (1985), Medianoche, Arriesgare mi piel (1996) e La Fiesta Eres Tú (1998).
Nel 1984 Patricio Manns si trasferisce a Trez Vella in Échenevex, nelle vicinanze del confine franco-svizzero. Durante questo periodo del suo esilio l'artista raggiunge uno dei suoi massimi vertici di creatività con il Concierto de Trez Vella del 1986, arrangiato da Alejandro Guarello e anch'esso dedicato alla moglie Alejandra. Il disco viene registrato nel 1985 a Roma assieme agli Inti-Illimani e viene distribuito nel 1986 in tutta Europa. Questo lavoro appare nel terzo album realizzato da Patricio Manns assieme agli Inti-Illimani, La muerte no va conmigo. Precedentemente Manns e il gruppo cileno avevano pubblicato Con la razón y la fuerza, nel 1980.

### Il rientro in Cile
Nel 1990, dopo 17 anni di esilio, Patricio Manns ottiene il permesso di entrare in Cile e nell'agosto di quell'anno inizia il suo ritorno nel paese tenendo concerti in tutta la nazione. Il tour inizia il 23 agosto al Teatro Teletón e il 24 allo stadio nazionale, rinominato Estadio Víctor Jara. Si esibisce anche sul canale televisivo TVN, eseguendo per la prima volta in Cile la canzone Cuando me acuerdo de mi país, davanti a un pubblico entusiasta nello studio e con una diffusione nazionale. Riguardo a questo toru in Cile, che comprende le città di Santiago, Concepción, Valparaíso e Viña del Mar, Manns ha dichiarato: "per ora il primo passo è compiuto: quello di mettere di nuovo piede nel mio paese". Nel frattempo, essendo ancora pendenti alcuni processi contro di lui in Cile, fa ritorno in Francia nel settembre dello stesso anno. Il secondo passo, il rientro definitivo in Cile, avviene solamente nel 2000, quando decide di stabilirsi nella zonda di Concón, dopo che la cantante spagnola Massiel, menzionando il titolo della sua canzone Arriba en la cordillera, chiede dal medesimo canale TVN, il rientro in patria del musicista.

### Anni recenti
Negli ultimi anni è continuata la collaborazione tra Patricio Manns e Horacio Salinas, prendendo corpo in canzoni interpretate dagli Inti-Illimani, come La rosa de los vientos (1999) e Cantares del mito americano, brano mai registrato eseguito dal gruppo al Teatro Municipal di Viña del Mar nel 2001. Salinas collabora con Manns alla produzione del proprio album solista Remos en el agua, pubblicato nel novembre del 2003. Manns partecipa inoltre al DVD degli Inti-Illimani Lugares comunes - Court central, registrato dal vivo all'Estadio Nacional de Chile. Manuel Meriño ha messo in musica la celebre poesia di Manns Vino del mar, dedicata a Marta Ugarte, una delle vittime della giunta militare cilena durante la dittatura, canzone registrata anch'essa dagli Inti-Illimani nel loro Lugares comunes. In seguito alla scissione del gruppo degli Inti-Illimani, Patricio Manns prosegue la collaborazione con Horacio Salinas e la neonata formazione degli Inti-Illimani Histórico.
Nel dicembre del 2003, durante la celebrazione per il quattrocentenario della città di Naciminto, a Manns viene conferito il riconoscimento quale "figlio illustre" della città. Nel settembre dello stesso anno esegue il suo lavoro Allende: la dignidad de convierte en costumbre all'Estadio Nacional in omaggio di Salvador Allende.
Nel 2005 collabora in Germania con l'Ulli Simon Ensemble. Nel 2006 collabora alla composizione di canzoni per gli album Pequeño mundo degli Inti-Illimani e Esencial degli Inti-Illimani Histórico. Registra inoltre un album con Rancheras e Corridos messicani per una produzione musicale del Banco del Estado (la banca nazionale) cileno. Registra l'album di ballate e bolero Porque te amé, che ottiene un buon successo in paesi latinoamericani come Messico e Perù.
Il 9 dicembre 2009 riceve il Premio Presidente de la República, per la musica folkloristica, dalle mani della presidentessa Michelle Bachelet a La Moneda, che ha dichiarato: "Patricio Manns è senza dubbio uno dei più grandi creatori. Poeta e musicista, è un artista di enorme statura, le cui canzoni hanno oltrepassato le frontiere generazionali, culturali e sociali. Scrivendo composizioni che si intonano quasi inconsciamente e hanno acquisito vita propria. Sono parte della nostra memoria musicale."
Dal 2010 inizia un tour cileno cantando accompagnato dai musicisti: Enzo Gody (chitarra), Iván Rodríguez (basso), Eduardo Acuña (pianoforte) e Jorge Rosas (percussioni). Lo stesso anno pubblica La tierra entera, che nel 2011 vince il premio Altazor quale miglior album di popular music del 2010. Sempre nel 2011 la sua canzone The pascua lama vince il Music Festival di Viña del Mar come miglior canzone folk.
Il 27 e 28 dicembre 2012 canta con gli Inti-Illimani Histórico al Teatro Nescafé de las Artes durante i festeggiamenti per i 45 anni di attività del gruppo musicale, con cui prosegue la collaborazione come nel disco Canta a Manns del 2014.
Nel 2017 la casa editrice Hueders pubblica Hemos hecho lo querido y hemos querido lo hecho, libro di conversazioni tra Horacio Salinas e Patricio Manns.
Manns vive nel Cile centrale dove continua la sua carriera di scrittore, musicista e compositore.

## Discografia

### Discografia solista

#### Album in studio
- 1965 - La peña de los Parra (split con Isabel y Ángel Parra e Rolando Alarcón)
- 1966 - Entre mar y cordillera
- 1967 - El sueño americano (con i Voces Andinas)
- 1968 - El folklore no ha muerto, mierda (con Silvia Urbina)
- 1969 - La hora final
- 1971 - Patricio Manns
- 1977 - Canción sin limites
- 1982 - Con la razón y la fuerza (con gli Inti-Illimani)
- 1986 - La muerte no va conmigo (con gli Inti-Illimani)
- 1992 - La araucana
- 1998 - Porque te amé
- 2003 - Allende: la dignidad se convierte en costumbre
- 2010 - La tierra entera
- 2016 - La emoción de vivir

#### Album dal vivo
- 1983 - Itinerario de un retorno
- 1990 - Patricio Manns en Chile
- 2000 - América, novia mía

#### Raccolte
- 1986 - Cuando me acuerdo de mi país
- 1999 - Arriba en la cordillera
- 2015 - Patricio Manns, arriba en la cordillera

#### Singoli
- 1965 - Los mares vacios/El andariego
- 1965 - Arriba en la cordillera/Ya no canto tu nombre
- 1966 - Sirilla triste/Tenerte morena muerte
- 1969 - La hora final/El fuego que consume
- 1977 - Las raices del llanto/Carta abierta al interio de chile
- Marcha del Frente Patriotico Manuel Rodriguez/Can can del Plojo
- La tregua/El cautivo de Til-Til (con Silvia Urbina)

### Discografia con i Karaxu

#### Album
- 1974 - Chants de la résistance populaire chilienne
- 1975 - Live
- 1975 - Rebellisk Musik
- 1977 - ¡Karaxu!
- 1979 - Karaxú

## Opere letterarie

### Romanzi
- (ES)  De noche sobre el rastro , 1967
- (ES)  Buenas noches los pastores, 1973
- (ES)  Actas de Marusia, 1974
- (ES)  Actas del alto Bío Bío, 1985
- (ES)  Actas de muerteputa, 1988
- (ES)  De repente los lugares desaparecen, 1991
- (ES)  El corazón a contraluz, 1996 - [ (IT) Patagonia magica, Modena, Yema 2004 - Traduzione italiana di Roberta Bovaia]
- (ES)  Memorial de la noche, 1998
- (ES)  El desorden en un cuerno de niebla, 1999
- (ES)  A traveller's Literary Companion, 2003
- (ES)  La vida privada de Emile Dubois, 2004
- (ES)  Diversos instantes del reino, 2006
- (ES)  El lento silbido de los sables, Editorial Catalonia, 2010
- (ES)  La conjetura escita, Editorial Catalonia, 2013
- (ES)  Música prohibida, Editorial El Tabo, 2014
- (ES)  El Corazón a controluz, Editorial Catalonia, 2020

### Poesia
- (ES)  Memorial de Bonampak, Bonampak Memorial, 2003
- (ES)  Cantología Editorial Catalonia, 2004
- (ES)  Los dolores del miembro fantasma, LOM, 2014.

### Teatro
- (ES)  La lámpara en la tierra, 2000
- (ES)  Memorial de la noche, 2011
- (ES)  La matanza, 2011

## Filmografia parziale

### Soggettista
- Actas de Marusia: storia di un massacro (Actas de Marusia), regia di Miguel Littín (1975)

### Sceneggiatore
- La cantata de Chile, regia di Humberto Solás (1976)

### Attore
- El otro Francisco, regia di Sergio Giral (1974)

### Compositore
- Por la tierra ajena, regia di Miguel Littín (1965)